# Llista de topònims de Maià de Montcal
Llista de topònims (noms propis de lloc) del municipi de Maià de Montcal, a la Garrotxa
Informació actualitzada per un bot. Els canvis manuals es perdran quan s'actualitzi!

## cabana
| imatge | Nom                 | Ubicat a        | instància de | Detalls | coordenades                                                         | Protecció | Commons (més fotos) | Dades a WD                    |
| ------ | ------------------- | --------------- | ------------ | ------- | ------------------------------------------------------------------- | --------- | ------------------- | ----------------------------- |
|        | barraca de Can Toni | Maià de Montcal | cabana       |         | 42° 13′ 17″ N, 2° 45′ 34″ E / 42.2213416787366°N,2.75952992942818°E |           |                     | Modifica les dades a Wikidata |
|        | cobert d'en Llebre  | Maià de Montcal | cabana       |         | 42° 13′ 42″ N, 2° 44′ 17″ E / 42.2284185227611°N,2.73800547690914°E |           |                     | Modifica les dades a Wikidata |

## casa
| imatge | Nom                                    | Ubicat a        | instància de | Detalls                         | coordenades                                          | Protecció                                  | Commons (més fotos) | Dades a WD                    |
| ------ | -------------------------------------- | --------------- | ------------ | ------------------------------- | ---------------------------------------------------- | ------------------------------------------ | ------------------- | ----------------------------- |
|        | Casa de Dosquers                       | Maià de Montcal | casa         | Estil: arquitectura popular     | 42° 11′ 43″ N, 2° 45′ 12″ E / 42.195342°N,2.753299°E | bé integrant del patrimoni cultural català |                     | Modifica les dades a Wikidata |
|        | Casa número 1 del veïnat de Can Traver | Maià de Montcal | casa         | Estil: arquitectura popular     | 42° 12′ 37″ N, 2° 43′ 37″ E / 42.210229°N,2.727055°E | bé integrant del patrimoni cultural català |                     | Modifica les dades a Wikidata |
|        | Casa número 2 del veïnat de Can Traver | Maià de Montcal | casa         | Estil: arquitectura popular     | 42° 12′ 37″ N, 2° 43′ 37″ E / 42.210346°N,2.726861°E | bé integrant del patrimoni cultural català |                     | Modifica les dades a Wikidata |
|        | Escut de Can Traver                    | Maià de Montcal | casa         | Estil: arquitectura neoclàssica | 42° 12′ 38″ N, 2° 43′ 38″ E / 42.2105°N,2.727167°E   | bé cultural d'interès nacional             |                     | Modifica les dades a Wikidata |
|        | habitatge del poble de Dosquers        | Maià de Montcal | casa         | Estil: arquitectura popular     | 42° 11′ 44″ N, 2° 45′ 11″ E / 42.195423°N,2.752971°E | bé integrant del patrimoni cultural català |                     | Modifica les dades a Wikidata |

## entitat singular de població
| imatge | Nom                            | Ubicat a                 | instància de                                                                   | Detalls | coordenades                                                                     | Protecció | Commons (més fotos) | Dades a WD                    |
| ------ | ------------------------------ | ------------------------ | ------------------------------------------------------------------------------ | ------- | ------------------------------------------------------------------------------- | --------- | ------------------- | ----------------------------- |
|        | Bruguers                       | Maià de Montcal          | entitat singular de població                                                   | 103 hab | 42° 11′ 56″ N, 2° 44′ 06″ E / 42.1990238279494°N,2.73492922896048°E 158 msnm    |           |                     | Modifica les dades a Wikidata |
|        | Dosquers                       | Maià de Montcal          | entitat singular de població ens local històric de Catalunya                   | 21 hab  | 42° 11′ 43″ N, 2° 45′ 12″ E / 42.19515°N,2.753251°E 154 msnm                    |           | Dosquers            | Modifica les dades a Wikidata |
|        | Jonqueres                      | Maià de Montcal          | entitat singular de població                                                   | 33 hab  | 42° 13′ 08″ N, 2° 45′ 53″ E / 42.2188754672227°N,2.7646039104368°E 241 msnm     |           |                     | Modifica les dades a Wikidata |
|        | Llorenç i el Molí d'en Llorenç | Maià de Montcal          | entitat singular de població                                                   | 23 hab  | 42° 12′ 29″ N, 2° 44′ 14″ E / 42.207947664806°N,2.7372048946573°E 178 msnm      |           |                     | Modifica les dades a Wikidata |
|        | Maià de Montcal                | Maià de Montcal          | entitat singular de població ens local històric de Catalunya capital municipal | 191 hab | 42° 13′ 20″ N, 2° 44′ 33″ E / 42.22222222222222°N,2.7424999999999997°E 237 msnm |           |                     | Modifica les dades a Wikidata |
|        | Usall                          | Maià de Montcal Dosquers | entitat singular de població                                                   | 9 hab   | 42° 11′ 56″ N, 2° 44′ 58″ E / 42.198968602216°N,2.7493545077108°E 157.888 msnm  |           |                     | Modifica les dades a Wikidata |
|        | Vila-rodona                    | Maià de Montcal          | entitat singular de població                                                   | 5 hab   | 42° 11′ 33″ N, 2° 45′ 52″ E / 42.19255°N,2.76437°E 145.087 msnm                 |           |                     | Modifica les dades a Wikidata |
|        | el Pla de Baix                 | Maià de Montcal          | entitat singular de població                                                   | 14 hab  | 42° 12′ 42″ N, 2° 44′ 05″ E / 42.211544550816°N,2.7347670234105°E 188 msnm      |           |                     | Modifica les dades a Wikidata |
|        | la Riera                       | Maià de Montcal          | entitat singular de població                                                   | 24 hab  | 42° 12′ 28″ N, 2° 45′ 32″ E / 42.20767183°N,2.758823633°E 206.047 msnm          |           |                     | Modifica les dades a Wikidata |
|        | les Carreres                   | Maià de Montcal          | entitat singular de població                                                   | 65 hab  | 42° 13′ 24″ N, 2° 44′ 22″ E / 42.223263643815°N,2.739564796684°E 255.108 msnm   |           |                     | Modifica les dades a Wikidata |

## església
| imatge | Nom                                         | Ubicat a                 | instància de                        | Detalls                      | coordenades                                                  | Protecció                   | Commons (més fotos)                         | Dades a WD                    |
| ------ | ------------------------------------------- | ------------------------ | ----------------------------------- | ---------------------------- | ------------------------------------------------------------ | --------------------------- | ------------------------------------------- | ----------------------------- |
|        | Sant Martí de Dosquers                      | Maià de Montcal Dosquers | església                            | Estil: arquitectura romànica | 42° 11′ 42″ N, 2° 45′ 13″ E / 42.1951°N,2.7535°E             | bé cultural d'interès local | Sant Martí de Dosquers                      | Modifica les dades a Wikidata |
|        | Sant Prim i Sant Felicià de Maià de Montcal | Maià de Montcal          | església                            | Estil: arquitectura popular  | 42° 12′ 36″ N, 2° 44′ 02″ E / 42.20996°N,2.73379°E           | bé cultural d'interès local | Sant Prim i Sant Felicià de Maià de Montcal | Modifica les dades a Wikidata |
|        | Sant Vicenç de Maià de Montcal              | Maià de Montcal          | església                            | Estil: arquitectura romànica | 42° 13′ 20″ N, 2° 44′ 32″ E / 42.2223°N,2.74232°E            | bé cultural d'interès local | Sant Vicenç de Maià de Montcal              | Modifica les dades a Wikidata |
|        | Santa Maria de Jonqueres                    | Maià de Montcal          | església torre de telegrafia òptica | Estil: arquitectura romànica | 42° 13′ 10″ N, 2° 46′ 08″ E / 42.2194°N,2.76888°E 327.7 msnm | bé cultural d'interès local | Santa Maria de Jonqueres                    | Modifica les dades a Wikidata |

## masia
| imatge | Nom                      | Ubicat a        | instància de | Detalls                     | coordenades                                                         | Protecció                                  | Commons (més fotos)          | Dades a WD                    |
| ------ | ------------------------ | --------------- | ------------ | --------------------------- | ------------------------------------------------------------------- | ------------------------------------------ | ---------------------------- | ----------------------------- |
|        | Ca l'Aiats               | Maià de Montcal | masia        |                             | 42° 13′ 15″ N, 2° 44′ 58″ E / 42.2208159647146°N,2.74954776758305°E |                                            |                              | Modifica les dades a Wikidata |
|        | Ca l'Hospital            | Maià de Montcal | masia        | Estil: arquitectura popular | 42° 13′ 18″ N, 2° 44′ 18″ E / 42.22164°N,2.73826°E                  | bé integrant del patrimoni cultural català |                              | Modifica les dades a Wikidata |
|        | Ca n'Erola               | Maià de Montcal | masia        |                             | 42° 13′ 26″ N, 2° 44′ 14″ E / 42.2237695409053°N,2.73724919423298°E |                                            |                              | Modifica les dades a Wikidata |
|        | Ca n'Usall               | Maià de Montcal | masia        |                             | 42° 11′ 51″ N, 2° 45′ 00″ E / 42.1974722876371°N,2.7498822090568°E  |                                            |                              | Modifica les dades a Wikidata |
|        | Cadamont del Bosc        | Maià de Montcal | masia        |                             | 42° 12′ 47″ N, 2° 45′ 30″ E / 42.2130350676618°N,2.75820453848419°E |                                            |                              | Modifica les dades a Wikidata |
|        | Cadamuntic               | Maià de Montcal | masia        |                             | 42° 13′ 10″ N, 2° 44′ 25″ E / 42.2193816484099°N,2.74040553866742°E |                                            |                              | Modifica les dades a Wikidata |
|        | Cal Bató                 | Maià de Montcal | masia        |                             | 42° 11′ 42″ N, 2° 45′ 12″ E / 42.1950209968526°N,2.753319504611°E   |                                            |                              | Modifica les dades a Wikidata |
|        | Cal Cisteller            | Maià de Montcal | masia        |                             | 42° 13′ 24″ N, 2° 44′ 26″ E / 42.2233360396162°N,2.74068015229462°E |                                            |                              | Modifica les dades a Wikidata |
|        | Cal Let                  | Maià de Montcal | masia        |                             | 42° 12′ 08″ N, 2° 45′ 09″ E / 42.2022150763342°N,2.75239515046508°E |                                            |                              | Modifica les dades a Wikidata |
|        | Cal Nen                  | Maià de Montcal | masia        |                             | 42° 13′ 06″ N, 2° 43′ 47″ E / 42.2183842369378°N,2.729698878169°E   |                                            |                              | Modifica les dades a Wikidata |
|        | Cal Noi de l'Avi         | Maià de Montcal | masia        |                             | 42° 13′ 02″ N, 2° 44′ 38″ E / 42.2172010045815°N,2.74391599473776°E |                                            |                              | Modifica les dades a Wikidata |
|        | Cal Notari               | Maià de Montcal | masia        |                             | 42° 12′ 14″ N, 2° 45′ 24″ E / 42.2039356990833°N,2.75679773485751°E |                                            |                              | Modifica les dades a Wikidata |
|        | Cal Pagès                | Maià de Montcal | masia        |                             | 42° 12′ 47″ N, 2° 45′ 09″ E / 42.2129237245165°N,2.75245024965239°E |                                            |                              | Modifica les dades a Wikidata |
|        | Cal Paletaire            | Maià de Montcal | masia        |                             | 42° 13′ 26″ N, 2° 44′ 51″ E / 42.223999920868°N,2.74759641540882°E  |                                            |                              | Modifica les dades a Wikidata |
|        | Cal Patai                | Maià de Montcal | masia        |                             | 42° 13′ 11″ N, 2° 45′ 14″ E / 42.2195915770855°N,2.75392664834774°E |                                            |                              | Modifica les dades a Wikidata |
|        | Cal Quer                 | Maià de Montcal | masia        |                             | 42° 13′ 32″ N, 2° 44′ 17″ E / 42.2256359064395°N,2.73815027632421°E |                                            |                              | Modifica les dades a Wikidata |
|        | Cal Tort                 | Maià de Montcal | masia        |                             | 42° 11′ 36″ N, 2° 45′ 14″ E / 42.1932748715154°N,2.75383497489832°E |                                            |                              | Modifica les dades a Wikidata |
|        | Cal Valent               | Maià de Montcal | masia        |                             | 42° 12′ 56″ N, 2° 45′ 07″ E / 42.2156517534912°N,2.75203977759358°E |                                            |                              | Modifica les dades a Wikidata |
|        | Can Bonacasa             | Maià de Montcal | masia        |                             | 42° 13′ 06″ N, 2° 44′ 24″ E / 42.218389975154°N,2.73997341612702°E  |                                            |                              | Modifica les dades a Wikidata |
|        | Can Cadamont de Bruguers | Maià de Montcal | masia        |                             | 42° 11′ 59″ N, 2° 44′ 07″ E / 42.1996280862549°N,2.73529008284247°E |                                            |                              | Modifica les dades a Wikidata |
|        | Can Calic                | Maià de Montcal | masia        |                             | 42° 13′ 12″ N, 2° 44′ 38″ E / 42.2198668496583°N,2.74390522334897°E |                                            |                              | Modifica les dades a Wikidata |
|        | Can Canet Nou            | Maià de Montcal | masia        |                             | 42° 13′ 34″ N, 2° 44′ 39″ E / 42.226216888158°N,2.7441703854644°E   |                                            |                              | Modifica les dades a Wikidata |
|        | Can Casals               | Maià de Montcal | masia        |                             | 42° 11′ 41″ N, 2° 45′ 56″ E / 42.1946503972604°N,2.76556587049705°E |                                            |                              | Modifica les dades a Wikidata |
|        | Can Casquet              | Maià de Montcal | masia        |                             | 42° 12′ 56″ N, 2° 44′ 34″ E / 42.2155233508329°N,2.7428081298182°E  |                                            |                              | Modifica les dades a Wikidata |
|        | Can Clotes               | Maià de Montcal | masia        |                             | 42° 11′ 39″ N, 2° 44′ 55″ E / 42.1942449702132°N,2.7484899868708°E  |                                            |                              | Modifica les dades a Wikidata |
|        | Can Coma                 | Maià de Montcal | masia        | Estil: arquitectura popular | 42° 13′ 29″ N, 2° 45′ 47″ E / 42.22474°N,2.76312°E                  | bé integrant del patrimoni cultural català |                              | Modifica les dades a Wikidata |
|        | Can Coromines Nou        | Maià de Montcal | masia        |                             | 42° 12′ 40″ N, 2° 44′ 03″ E / 42.2111803559272°N,2.73405459690975°E |                                            |                              | Modifica les dades a Wikidata |
|        | Can Coromines Vell       | Maià de Montcal | masia        | Estil: arquitectura popular | 42° 12′ 33″ N, 2° 44′ 14″ E / 42.2092°N,2.73714°E                   | bé integrant del patrimoni cultural català |                              | Modifica les dades a Wikidata |
|        | Can Garriga              | Maià de Montcal | masia        |                             | 42° 11′ 55″ N, 2° 44′ 07″ E / 42.1985470277992°N,2.73516135797192°E |                                            |                              | Modifica les dades a Wikidata |
|        | Can Goita                | Maià de Montcal | masia        |                             | 42° 12′ 29″ N, 2° 45′ 33″ E / 42.208°N,2.75912°E 198 msnm           |                                            |                              | Modifica les dades a Wikidata |
|        | Can Jan                  | Maià de Montcal | masia        |                             | 42° 12′ 16″ N, 2° 45′ 21″ E / 42.2043748958774°N,2.75580273908028°E |                                            |                              | Modifica les dades a Wikidata |
|        | Can Janassa              | Maià de Montcal | masia        |                             | 42° 12′ 25″ N, 2° 45′ 20″ E / 42.2069771636925°N,2.75553832212692°E |                                            |                              | Modifica les dades a Wikidata |
|        | Can Joan Gros            | Maià de Montcal | masia        |                             | 42° 12′ 14″ N, 2° 44′ 34″ E / 42.2039051299001°N,2.74278257579974°E |                                            |                              | Modifica les dades a Wikidata |
|        | Can Jonqueres            | Maià de Montcal | masia        | Estil: arquitectura popular | 42° 13′ 03″ N, 2° 45′ 50″ E / 42.21762°N,2.76375°E                  | bé integrant del patrimoni cultural català |                              | Modifica les dades a Wikidata |
|        | Can Jonqueretes del Pla  | Maià de Montcal | masia        |                             | 42° 12′ 59″ N, 2° 44′ 48″ E / 42.2165136312323°N,2.74666907469497°E |                                            |                              | Modifica les dades a Wikidata |
|        | Can Jou                  | Maià de Montcal | masia        |                             | 42° 12′ 32″ N, 2° 45′ 17″ E / 42.2089657363603°N,2.75468264472555°E |                                            |                              | Modifica les dades a Wikidata |
|        | Can Llebre               | Maià de Montcal | masia        |                             | 42° 13′ 15″ N, 2° 44′ 39″ E / 42.2209659883657°N,2.74407041595264°E |                                            |                              | Modifica les dades a Wikidata |
|        | Can Marcó                | Maià de Montcal | masia        |                             | 42° 13′ 14″ N, 2° 45′ 12″ E / 42.2205991047421°N,2.75337748699058°E |                                            |                              | Modifica les dades a Wikidata |
|        | Can Marifont             | Maià de Montcal | masia        | Estil: arquitectura popular | 42° 12′ 21″ N, 2° 44′ 57″ E / 42.20583°N,2.74928°E                  | bé integrant del patrimoni cultural català |                              | Modifica les dades a Wikidata |
|        | Can Marçal               | Maià de Montcal | masia        |                             | 42° 11′ 38″ N, 2° 44′ 59″ E / 42.19386932915°N,2.74969051927663°E   |                                            |                              | Modifica les dades a Wikidata |
|        | Can Mig-senyor           | Maià de Montcal | masia        |                             | 42° 12′ 51″ N, 2° 44′ 51″ E / 42.2140929022579°N,2.74756317390836°E |                                            |                              | Modifica les dades a Wikidata |
|        | Can Pascol               | Maià de Montcal | masia        |                             | 42° 11′ 56″ N, 2° 44′ 12″ E / 42.1988118059032°N,2.73672276336914°E |                                            |                              | Modifica les dades a Wikidata |
|        | Can Peiró                | Maià de Montcal | masia        |                             | 42° 13′ 13″ N, 2° 44′ 36″ E / 42.2201538033519°N,2.74334670172395°E |                                            |                              | Modifica les dades a Wikidata |
|        | Can Pou                  | Maià de Montcal | masia        | Estil: arquitectura popular | 42° 13′ 27″ N, 2° 45′ 46″ E / 42.2242°N,2.76275°E                   | bé integrant del patrimoni cultural català |                              | Modifica les dades a Wikidata |
|        | Can Puigjasser           | Maià de Montcal | masia        |                             | 42° 12′ 06″ N, 2° 43′ 51″ E / 42.2017070792967°N,2.73078746689314°E |                                            |                              | Modifica les dades a Wikidata |
|        | Can Pujol                | Maià de Montcal | masia        |                             | 42° 11′ 46″ N, 2° 45′ 15″ E / 42.1959954946838°N,2.75416355151316°E |                                            |                              | Modifica les dades a Wikidata |
|        | Can Querol               | Maià de Montcal | masia        |                             | 42° 12′ 02″ N, 2° 45′ 10″ E / 42.2006670432781°N,2.75288570814985°E |                                            |                              | Modifica les dades a Wikidata |
|        | Can Ramis                | Maià de Montcal | masia        |                             | 42° 13′ 12″ N, 2° 45′ 56″ E / 42.2200932955135°N,2.76556871182027°E |                                            |                              | Modifica les dades a Wikidata |
|        | Can Riera                | Maià de Montcal | masia        | Estil: arquitectura popular | 42° 12′ 25″ N, 2° 45′ 19″ E / 42.20698°N,2.75532°E                  | bé integrant del patrimoni cultural català |                              | Modifica les dades a Wikidata |
|        | Can Ring                 | Maià de Montcal | masia        |                             | 42° 13′ 01″ N, 2° 44′ 17″ E / 42.2170436636607°N,2.73805249973753°E |                                            |                              | Modifica les dades a Wikidata |
|        | Can Roqueta Dosquers     | Maià de Montcal | masia        | Estil: arquitectura popular | 42° 11′ 53″ N, 2° 44′ 59″ E / 42.198192°N,2.749637°E                | bé cultural d'interès local                |                              | Modifica les dades a Wikidata |
|        | Can Sants                | Maià de Montcal | masia        |                             | 42° 13′ 26″ N, 2° 44′ 19″ E / 42.2239°N,2.73865°E 255 msnm          |                                            |                              | Modifica les dades a Wikidata |
|        | Can Sot                  | Maià de Montcal | masia        |                             | 42° 12′ 01″ N, 2° 45′ 50″ E / 42.2003840196874°N,2.76389733783079°E |                                            |                              | Modifica les dades a Wikidata |
|        | Can Teixidor             | Maià de Montcal | masia        |                             | 42° 13′ 48″ N, 2° 44′ 21″ E / 42.230075°N,2.73921389°E 283 msnm     |                                            |                              | Modifica les dades a Wikidata |
|        | Can Tonico               | Maià de Montcal | masia        |                             | 42° 11′ 56″ N, 2° 44′ 14″ E / 42.1988669266187°N,2.73719492202676°E |                                            |                              | Modifica les dades a Wikidata |
|        | Can Traver               | Maià de Montcal | masia        | Estil: arquitectura popular | 42° 12′ 37″ N, 2° 43′ 39″ E / 42.2103°N,2.72739°E                   | bé cultural d'interès nacional             | Can Traver (Maià de Montcal) | Modifica les dades a Wikidata |
|        | Can Vergers              | Maià de Montcal | masia        |                             | 42° 13′ 04″ N, 2° 43′ 47″ E / 42.2179°N,2.72971°E 262 msnm          |                                            |                              | Modifica les dades a Wikidata |
|        | Can Vesseganyes          | Maià de Montcal | masia        |                             | 42° 13′ 05″ N, 2° 43′ 47″ E / 42.2179518525461°N,2.72966437371442°E |                                            |                              | Modifica les dades a Wikidata |
|        | Can Vila                 | Maià de Montcal | masia        |                             | 42° 11′ 34″ N, 2° 45′ 52″ E / 42.192825°N,2.764475°E 154 msnm       |                                            |                              | Modifica les dades a Wikidata |
|        | Can Xacó                 | Maià de Montcal | masia        |                             | 42° 12′ 49″ N, 2° 43′ 51″ E / 42.2135956017634°N,2.73085813725925°E |                                            |                              | Modifica les dades a Wikidata |
|        | Canova del Riu           | Maià de Montcal | masia        |                             | 42° 11′ 58″ N, 2° 43′ 29″ E / 42.1993693557981°N,2.72485010632428°E |                                            |                              | Modifica les dades a Wikidata |
|        | Casa de masovers         | Maià de Montcal | masia        | Estil: arquitectura popular | 42° 12′ 39″ N, 2° 43′ 39″ E / 42.210707°N,2.727459°E                | bé integrant del patrimoni cultural català |                              | Modifica les dades a Wikidata |
|        | Cases del Compte         | Maià de Montcal | masia        |                             | 42° 12′ 39″ N, 2° 44′ 28″ E / 42.2107461734541°N,2.74110721356705°E |                                            |                              | Modifica les dades a Wikidata |
|        | Casot d'en Pau           | Maià de Montcal | masia        |                             | 42° 13′ 17″ N, 2° 45′ 12″ E / 42.2214908523421°N,2.75343460085721°E |                                            |                              | Modifica les dades a Wikidata |
|        | Casot d'en Sants         | Maià de Montcal | masia        |                             | 42° 13′ 41″ N, 2° 44′ 10″ E / 42.2281892291573°N,2.73620082767204°E |                                            |                              | Modifica les dades a Wikidata |
|        | Malhivern                | Maià de Montcal | masia        |                             | 42° 12′ 13″ N, 2° 45′ 59″ E / 42.2037214742973°N,2.76639239193077°E |                                            |                              | Modifica les dades a Wikidata |
|        | Mas Ferrer               | Maià de Montcal | masia        |                             | 42° 12′ 28″ N, 2° 45′ 34″ E / 42.2078679219939°N,2.75938720984096°E |                                            |                              | Modifica les dades a Wikidata |
|        | Masia de Can Tassi       | Maià de Montcal | masia        | Estil: arquitectura popular | 42° 12′ 28″ N, 2° 44′ 18″ E / 42.207666°N,2.738399°E                | bé integrant del patrimoni cultural català |                              | Modifica les dades a Wikidata |
|        | el Molí d'en Llorenç     | Maià de Montcal | masia        |                             | 42° 12′ 15″ N, 2° 44′ 07″ E / 42.204279°N,2.735338°E                |                                            |                              | Modifica les dades a Wikidata |
|        | l'Hostal                 | Maià de Montcal | masia        |                             | 42° 11′ 37″ N, 2° 44′ 49″ E / 42.1937375033478°N,2.74707495096618°E |                                            |                              | Modifica les dades a Wikidata |
|        | la Casa Blanca           | Maià de Montcal | masia        |                             | 42° 12′ 31″ N, 2° 45′ 19″ E / 42.2085979286221°N,2.75536247199617°E |                                            |                              | Modifica les dades a Wikidata |
|        | la Casa Nova del Pla     | Maià de Montcal | masia        |                             | 42° 13′ 09″ N, 2° 45′ 05″ E / 42.219198953623°N,2.75144431369369°E  |                                            |                              | Modifica les dades a Wikidata |

## muntanya
| imatge | Nom                     | Ubicat a              | instància de | Detalls | coordenades                                                  | Protecció | Commons (més fotos) | Dades a WD                    |
| ------ | ----------------------- | --------------------- | ------------ | ------- | ------------------------------------------------------------ | --------- | ------------------- | ----------------------------- |
|        | Puig de Benet           | Maià de Montcal       | muntanya     |         | 42° 12′ 52″ N, 2° 45′ 45″ E / 42.2145°N,2.76237°E 306.9 msnm |           |                     | Modifica les dades a Wikidata |
|        | Puig de Santa Magdalena | Maià de Montcal       | muntanya     |         | 42° 13′ 12″ N, 2° 46′ 05″ E / 42.2201°N,2.76793°E 330.7 msnm |           |                     | Modifica les dades a Wikidata |
|        | el Montcal              | Beuda Maià de Montcal | muntanya     |         | 42° 14′ 04″ N, 2° 43′ 44″ E / 42.2345°N,2.72892°E 550.3 msnm |           |                     | Modifica les dades a Wikidata |

## pont
| imatge | Nom                | Ubicat a        | instància de | Detalls                      | coordenades                                                         | Protecció                   | Commons (més fotos) | Dades a WD                    |
| ------ | ------------------ | --------------- | ------------ | ---------------------------- | ------------------------------------------------------------------- | --------------------------- | ------------------- | ----------------------------- |
|        | Pont de Mas Riera  | Maià de Montcal | pont         | Estil: arquitectura romànica | 42° 12′ 22″ N, 2° 45′ 16″ E / 42.2062°N,2.75457°E                   | bé cultural d'interès local | Pont de Mas Riera   | Modifica les dades a Wikidata |
|        | Pont del Paletaire | Maià de Montcal | pont         |                              | 42° 13′ 28″ N, 2° 44′ 52″ E / 42.2245408008564°N,2.74782449170939°E |                             |                     | Modifica les dades a Wikidata |

## Misc
| imatge | Nom                                   | Ubicat a                                       | instància de      | Detalls                                                 | coordenades                                                                                              | Protecció                                            | Commons (més fotos) | Dades a WD                    |
| ------ | ------------------------------------- | ---------------------------------------------- | ----------------- | ------------------------------------------------------- | --- | ---------------------------------------------------- | ------------------- | ----------------------------- |
|        | Antiga rectoria del poble de Dosquers | Maià de Montcal                                | edifici           | Estil: arquitectura popular                             | 42° 11′ 44″ N, 2° 45′ 11″ E / 42.195436°N,2.753147°E                                                     | bé integrant del patrimoni cultural català           |                     | Modifica les dades a Wikidata |
|        | Can Traver                            | Maià de Montcal                                | veïnat            |                                                         | 42° 12′ 37″ N, 2° 43′ 37″ E / 42.210229°N,2.727055°E                                                     |                                                      |                     | Modifica les dades a Wikidata |
|        | Carena del Montcal                    | Beuda Maià de Montcal                          | serra             |                                                         | 42° 13′ 44″ N, 2° 43′ 34″ E / 42.229°N,2.72623°E                                                         |                                                      |                     | Modifica les dades a Wikidata |
|        | Fluvià                                | Comarques gironines província de Girona        | curs d'aigua      | Desemboca: mar Mediterrània Llarg: 70km Conca: 973.8km² | 42° 05′ 36″ N, 2° 27′ 33″ E / 42.0934°N,2.4591°E 42° 12′ 07″ N, 3° 06′ 38″ E / 42.2019°N,3.1106°E 2 msnm |                                                      | Fluvià              | Modifica les dades a Wikidata |
|        | Granja de Can Coromines               | Maià de Montcal                                | granja            |                                                         | 42° 12′ 41″ N, 2° 43′ 58″ E / 42.2114567906415°N,2.73286617668592°E                                      |                                                      |                     | Modifica les dades a Wikidata |
|        | Llindes de cases de Maià de Montcal   | Maià de Montcal                                | llinda            | Estil: arquitectura popular                             | 42° 13′ 23″ N, 2° 44′ 48″ E / 42.22315°N,2.74657°E                                                       | bé integrant del patrimoni cultural català           |                     | Modifica les dades a Wikidata |
|        | Pla de la Canova del Riu              | Maià de Montcal                                | indret            |                                                         | 42° 12′ 00″ N, 2° 43′ 37″ E / 42.200025°N,2.72707778°E 150 msnm                                          |                                                      |                     | Modifica les dades a Wikidata |
|        | Pocafarina                            | Maià de Montcal                                | nucli de població |                                                         | 42° 13′ 01″ N, 2° 44′ 15″ E / 42.2168262955029°N,2.73752029710738°E                                      |                                                      |                     | Modifica les dades a Wikidata |
|        | Santa Magdalena de Maià               | Maià de Montcal                                | vèrtex geodèsic   | Alt: 1.21m                                              | 42° 13′ 09″ N, 2° 46′ 09″ E / 42.219067°N,2.769065°E 329.156 msnm                                        |                                                      |                     | Modifica les dades a Wikidata |
|        | casa consistorial de Maià de Montcal  | Maià de Montcal                                | casa consistorial |                                                         | 42° 13′ 22″ N, 2° 44′ 37″ E / 42.2227505°N,2.7437354°E                                                   |                                                      |                     | Modifica les dades a Wikidata |
|        | castell de Dosquers                   | Maià de Montcal Dosquers                       | castell           | Estil: arquitectura romànica                            | 42° 11′ 47″ N, 2° 45′ 01″ E / 42.196389°N,2.750278°E                                                     | bé d'interès cultural bé cultural d'interès nacional |                     | Modifica les dades a Wikidata |
|        | creu de Dosquers                      | Maià de Montcal                                | creu de terme     | Estil: arquitectura popular                             | 42° 11′ 43″ N, 2° 45′ 10″ E / 42.19527°N,2.75274°E                                                       | bé integrant del patrimoni cultural català           |                     | Modifica les dades a Wikidata |
|        | creu de Maià de Montcal               | Maià de Montcal                                | creu monumental   | Estil: arquitectura popular                             | 42° 14′ 04″ N, 2° 43′ 44″ E / 42.23446°N,2.72894°E                                                       | bé integrant del patrimoni cultural català           |                     | Modifica les dades a Wikidata |
|        | el Molí                               | Maià de Montcal                                | molí d'aigua      |                                                         | 42° 12′ 31″ N, 2° 45′ 20″ E / 42.208731°N,2.755494°E                                                     |                                                      |                     | Modifica les dades a Wikidata |
|        | el Molí d'en Llorenç                  | Maià de Montcal Llorenç i el Molí d'en Llorenç | urbanització      |                                                         | 42° 12′ 11″ N, 2° 44′ 16″ E / 42.2031914540298°N,2.7378432337952°E                                       |                                                      |                     | Modifica les dades a Wikidata |
|        | font Pudosa                           | Maià de Montcal                                | font              |                                                         | 42° 11′ 59″ N, 2° 44′ 41″ E / 42.1996493903309°N,2.74468940944484°E                                      |                                                      |                     | Modifica les dades a Wikidata |